# Djamel Haimoudi
Djamel Haimoudi (født 10. december 1970 i Oran, arabisk: جمال حيمودي) er en algerisk FIFA-dommer. Han startede sin karriere som international fodbolddommer i 2004, og har bl.a dømt udner Africa Cup of Nations 2008, U/20-VM 2011 samt Africa Cup of Nations 2012.
Han har dømt en række CAF Champions League-kampe, såvel som flere VM-kvalifikationskampe. Han, er en af de 52 dommere som er blevet udvalgt til at skulle dømme under VM 2014

## Karriere
Djamel har været dommer i flere ligaer og turneringer bl.a Ligue 1, CAF Champions League, CAF Super Cup, CAF Confederation Cup, Africa Cup of Nations i 2008, kvalifikationen til Africa Cup of Nations i 2008 og 2012, samt den afrikanske kvalifikation til VM, 2006 og 2010, og flere internationale venskabsturneringer.
Under U/20-VM 2011, dømte han kampene mellem Australien og Ecuador, og Mexico mod England i den første runde, og mellem Portugal og Guatemala i den anden runde.

### Turneringer
- CAN 2008 (1 kamp)
- CAN 2010 (2 kampe)
- CAF Champions League (5 sæsoner, 8 kampe)
- CAF Confederation Cup (2 sæsoner, 4 kampe)
- CAF Super Cup (1 kamp)
- U/20-VM 2011 (3 kampe)
- CAN 2012 (2 kampe)